# نصیر قائمی
نصیر قائمی (زاده ۱۹۶۶) روانپزشک، نویسنده و استاد روانپزشکی در دانشکده پزشکی دانشگاه تافتس در بوستون است. او کتاب‌های بسیاری دربارهٔ بیماری‌های روانی و اختلالات خلقی نوشته و در بسیاری از مجلات علمی و دیگر آثار منتشر شده مشارکت داشته‌است.

## زندگی
او در سن ۵ سالگی از تهران به ایالات متحده آمریکا مهاجرت کرد و تحصیلات خود را در دبیرستان مک‌لین در مک‌لین، ویرجینیا به پایان رساند. وی مدارک خود را از دانشگاه جرج میسون، دانشگاه ویرجینیا کامنولث، دانشگاه تافتس و دانشگاه هاروارددریافت کرده‌است.

## آثار
- On Depression: Drugs, Diagnosis, and Despair in the Modern World
- A First-Rate Madness
- The Rise and Fall of the Biopsychosocial Model: Reconciling Art and Science in Psychiatry
- The Concepts of Psychiatry: A Pluralistic Approach to the Mind and Mental Illness
- A Clinician's Guide to Statistics and Epidemiology in Mental Health: Measuring Truth and Uncertainty
- Mood Disorders: A Practical Guide, Second Edition